# ميغان كيتش
ميغان كيتش (بالإنجليزية: Megan Ketch)‏ هي ممثلة أمريكية.

## الأعمال
- 2013: الزفاف الكبير
- 2013-2014: تحت القبة

## وصلات خارجية
- ميغان كيتش على موقع IMDb (الإنجليزية)
- ميغان كيتش على موقع ألو سيني (الفرنسية)
- ميغان كيتش على موقع أول موفي (الإنجليزية)
- ميغان كيتش على موقع قاعدة بيانات الفيلم (الإنجليزية)
- ميغان كيتش على موقع كينوبويسك (الروسية)